# Neobrachyceraea elongata
Neobrachyceraea elongata är en tvåvingeart som beskrevs av Stuke och Clements 2005. Neobrachyceraea elongata ingår i släktet Neobrachyceraea och familjen stekelflugor.
Artens utbredningsområde är Thailand. Inga underarter finns listade i Catalogue of Life.